# Macedón férfi kézilabda-bajnokság (első osztály)
A Super liga a legmagasabb osztályú észak-macedón férfi kézilabda-bajnokság. A bajnokságot 1993 óta rendezik meg. Jelenleg tizenkét csapat játszik a bajnokságban, a legeredményesebb klub a Vardar Skopje, a címvédő a Pelister Bitola.

## Kispályás bajnokságok
| Év   | 1. hely                                           | 2. hely                                           | 3. hely                                           |
| ---- | ------------------------------------------------- | ------------------------------------------------- | ------------------------------------------------- |
| 1993 | Pelister Bitola                                   |                                                   | Metalurg Skopje                                   |
| 1994 | Pelister Bitola                                   | Vardar Skopje                                     | Metalurg Skopje                                   |
| 1995 | Borec Veles                                       |                                                   |                                                   |
| 1996 | Pelister Bitola                                   |                                                   |                                                   |
| 1997 | Jafa Promet Resen                                 |                                                   |                                                   |
| 1998 | Pelister Bitola                                   |                                                   |                                                   |
| 1999 | Vardar Skopje                                     |                                                   |                                                   |
| 2000 | Pelister Bitola                                   |                                                   |                                                   |
| 2001 | Vardar Skopje                                     |                                                   |                                                   |
| 2002 | Vardar Skopje                                     |                                                   |                                                   |
| 2003 | Vardar Skopje                                     | Pelister Bitola                                   | Metalurg Skopje                                   |
| 2004 | Vardar Skopje                                     | Metalurg Skopje                                   | Borec Veles                                       |
| 2005 | Pelister Bitola                                   | Metalurg Skopje                                   | Mladost Bogdanci                                  |
| 2006 | Metalurg Skopje                                   | Vardar Skopje                                     | Mladost Bogdanci                                  |
| 2007 | Vardar Skopje                                     | Metalurg Skopje                                   | Pelister Bitola                                   |
| 2008 | Metalurg Skopje                                   | Vardar Skopje                                     | Pelister Bitola                                   |
| 2009 | Vardar Skopje                                     | Metalurg Skopje                                   | MRK Vardar Skopje                                 |
| 2010 | Metalurg Skopje                                   | Vardar Skopje                                     | Pelister Bitola                                   |
| 2011 | Metalurg Skopje                                   | Vardar Skopje                                     | Pelister Bitola                                   |
| 2012 | Metalurg Skopje                                   | Vardar Skopje                                     | RK Kumanovo                                       |
| 2013 | Vardar Skopje                                     | Metalurg Skopje                                   | RK Strumica                                       |
| 2014 | Metalurg Skopje                                   | Vardar Skopje                                     | RK Strumica                                       |
| 2015 | Vardar Skopje                                     | Metalurg Skopje                                   | RK Strumica                                       |
| 2016 | Vardar Skopje                                     | Metalurg Skopje                                   | RK Strumica                                       |
| 2017 | Vardar Skopje                                     | Metalurg Skopje                                   | Rabotnik Bitola                                   |
| 2018 | Vardar Skopje                                     | Metalurg Skopje                                   | Rabotnik Bitola                                   |
| 2019 | Vardar Skopje                                     | Rabotnik Bitola                                   | Metalurg Skopje                                   |
| 2020 | A koronavírus-járvány miatt nem avattak bajnokot. | A koronavírus-járvány miatt nem avattak bajnokot. | A koronavírus-járvány miatt nem avattak bajnokot. |
| 2021 | Vardar Skopje                                     | Pelister Bitola                                   | Prolet Skopje                                     |
| 2022 | Vardar Skopje                                     | Pelister Bitola                                   | Butel Skopje                                      |
| 2023 | Pelister Bitola                                   | Alkaloid Skopje                                   | Vardar Skopje                                     |
| 2024 | Pelister Bitola                                   | Alkaloid Skopje                                   | Vardar Skopje                                     |
| 2025 | Pelister Bitola                                   | Vardar Skopje                                     | Alkaloid Skopje                                   |

## Lásd még
- Macedón női kézilabda-bajnokság (első osztály)
- Jugoszláv férfi kézilabda-bajnokság (első osztály)